# أنغو

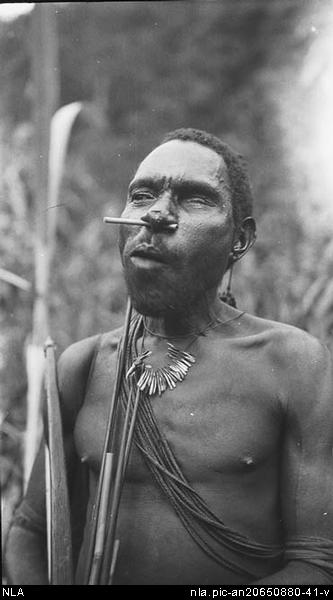
رجل من كوكوكوكو من رحلة استكشافية عام 1931 إلى بابوا غينيا الجديدة

شعب أنغو أو أونغا، المعروفين أيضًا باسم كوكوكوكو (تُنطق «كوكاه كوكاه») هم مجموعة صغيرة كانت عنيفة في السابق وأكلة للحوم البشر ويتحدثون عددًا من اللغات ذات الصلة ويعيشون بشكل أساسي في المنطقة الجبلية المرتفعة في جنوب غرب مقاطعة موروب، بابوا غينيا الجديدة. على الرغم من أنهم قصيروا القامة، غالبًا أقل من 5 أقدام، إلا أنهم كانوا مهابون الجانب بسبب غاراتهم العنيفة على القرى الأكثر سلمًا التي تعيش في الوديان المنخفضة.
على الرغم من الارتفاع الشاهق والطقس البارد لوطنهم، لم يرتد الأونغاويون سوى ملابس محدودة (تغطي عورتهم المغلظة)، بما في ذلك التنانير العشبية، بقطعة تشبه كيس السبوران الأسكتلندي (sporran)، وأردية مصنوعة من لحاء مَدقُوق، تسمى مَلس mals.
جون كيث مكارثي (J. K. McCarthy) وصف بعض الاتصالات الأولى بين الأنغو والغربيين بوضوح في كتابه تجوال داخل الأمس: سنوات غينيا الجديدة (Patrol into Yesterday: My New Guinea Years).
أصبحت بعض قبائل منطقة أسكي منطقة جذب سياحي بسبب مومياواتهم. هناك ثلاثة مواقع للمومياوات شهيرة حول أسيكي في إقليم همتاي. يتمتع شعب همتاي الآن بدخل ضئيل من فرض رسوم على العلماء والسياح والمصورين قبل الدخول إلى مواقع المومياوات.

## أول اتصال مع التُولَمْبِي
يدعي فيلم لجان بيير دوتيلو إظهار أول اتصال بين مجموعة من التولمبي وأشخاض من البيض، يقال إنهم جزء من شعب الأنغو، وذلك في ديسمبر 1993. وقد اتهم عالم الإنسان بير ليمونير الفيلم وقال أنه مدبر، وهو يدعي وجود علاقة مباشرة بين دوتيلو والقبيلة. ومع ذلك، تمت مقاضاة ليمونير بتهمة التشهير وخسر القضية.
تم الإبلاغ أيضًا عن أول اتصال بقبيلة تولمبي في صحيفة سيدني مورنينغ هيرالد في 22 أكتوبر 1993، قبل وقت قصير من الاجتماع مع دوتيلو:
يقول المسؤولون الحكوميون في بابوا غينيا الجديدة إنهم اكتشفوا «قبيلة مفقودة» أخرى [...] المجموعة الأخيرة، المسماة قبيلة تولمبي، أُكتشفت على ما يبدو في منطقة نائية من الأدغال الكثيفة في مرتفعات بابوا غينيا الجديدة... اثنان من القبيلة كانوا قريبين - وعراة «خائفين حتى الموت» عندما اصطحبهم فريق صيد إلى أقرب محطة حكومية لتذوق الطعام ومشاهدة الرجال والطائرات البيضاء لأول مرة... لكن بعض الناس ما زالوا متشككين. ويعتقدون أن المجموعة ربما تنتمي إلى قبائل حدودية منعزلة معروفة ولكن تم استبعادها من آخر تعداد سكاني.

## روابط خارجية
- A New Venture into the Unknown, booklet produced by the Melanesian Mission on their proposed mission to the Kukukuku people of New Guinea, 1935.
- "Kukukuku, the Angu people, Papua New Guinea" by Carolyn Leigh, Art-Pacific, August 19, 2002. Retrieved December 28, 2005
- "The Smoked Corpses of Aseki" by Ian Lloyd Neubauer "BBC - Travel", December 3, 2015. Retrieved October 1, 2016